# روجر بلوخ
روجر بلوخ (بالإنجليزية: Roger Bloch) (و. 1925 – 2008 م) هو، من فرنسا، ولد في باريس، توفي عن عمر يناهز 83 عاماً.

## التعليم
تعلم في مدرسة كارنو ‏.

## جوائز
حصل على جوائز منها:
- صليب الحرب 1939-1945 (فرنسا)[2]
- Médaille militaire [الإنجليزية]‏[2]
- ميدالية المقاومة [الإنجليزية]‏.[2]